# سفارة سوريا في المنامة
سفارة سوريا لدى البحرين هي البعثة الدبلوماسية للجمهورية العربية السورية لدى مملكة البحرين، وتقع بالعاصمة المنامة.